# Goa Gajah
Goa Gajah, o Cova de l'Elefant, fou una ermita per a sacerdots hindús, construïda en el segle xi, i també santuari. Es troba a l'illa de Bali, a poc més de 2 quilòmetres al sud-est de la ciutat d'Ubud, a Indonèsia.

## Història
Tot i que els orígens de la cova són incerts, sembla que es va construir al principi com un lloc de meditació espiritual. Una llegenda relata que fou creada quan gratà la roca amb l'ungla el mític gegant Kebo Iwa, un dels onze ministres del governant llegendari Bede-Hulu del Regne de Bali.
En examinar el seu estil, però, el santuari deu datar del Regne de Bali del segle xi. El conjunt conté escultures tant hindús com budistes, perquè la cova conté lingams i yonis, símbol de Xiva i la imatge de Ganeixa, mentre que al costat del riu hi ha imatges tallades d'stupas i chattras, que corresponen al budisme.
El seu nom deu provenir del proper riu Petanu, que en aquell moment es deia riu Elefant, o podria ser que el nom derivàs de la imatge de l'estàtua que forma l'entrada principal, una espècie de dimoni que es podria confondre amb un elefant, tot i que, no obstant això, no representa un animal local típic. També aquest cap gegantesc podria representar el déu ctònic Bhoma o la reina bruixa Rangda.
Van redescobrir la cova uns arqueòlegs holandesos el 1923, però les fonts i la piscina no se'n van descobrir fins al 1954.

## Descripció
El temple conté rostres amenaçadors tallats en la roca, el propòsit dels quals se suposa que és allunyar els mals esperits. Alguna vegada es va pensar que la figura principal, per on s'entra per la seua boca, era un elefant, i d'ací prové el nom de la cova. Altres fonts afirmen que té el nom de l'estàtua de pedra del déu hinduista Ganeixa (caracteritzat amb cap d'elefant) que hi ha dins del temple.
La cova s'esmenta en el poema javanés del 1365, Desawarnana, i es descriu com un dels deu millors llocs de culte budista de Bali. No s'excavà l'ampla zona de bany fins a la dècada dels 1950. S'accedeix a l'entrada de la cova baixant un llarg tram d'esglaons. L'interior del temple és petit, en forma de T, humit i amb esteles d'encens. L'entrada es bifurca cap a les galtes del rostre del dimoni que conté cadascun dels nínxols: en un d'ells hi ha efígies de tres lingams (cadascú embolicat amb teles roges, grogues i negres) i yonis, símbols masculí i femení de Xiva; mentre que en l'altre hi ha una petita estàtua que representa Ganeixa. Unes escletxes mostren on s'asseien els sacerdots que meditaven. Un llarg corredor, adornat amb relleus que representen dimonis d'origen hindú duu als banys rituals, de forma rectangular, adornats amb estàtues fonts que representen Apsara o esperits femenins de l'aigua i els núvols, de la mitologia hindú. Aquest tipus de banys se solien construir en llocs sagrats perquè els pelegrins i devots poguessen purificar-se abans dels rituals.
Fora de la cova, en un pavellonet a l'esquerra de l'entrada, hi ha una escultura desgastada d'una dona envoltada de xiquets. És la figura de Men Brayut, prototipus de la lluita de les mares contra la pobresa. En la literatura budista és coneguda com la dea Hariti.
El costat nord del conjunt és predominantment budista, i cap al sud, a l'altre costat del riu, és majoritàriament xivaista.
El conjunt també conté 7 estàtues de dones (de les quals una es va destruir a causa d'un terratrèmol) sostenint cànteres per on corre l'aigua, que representen els set rius sagrats de l'Índia: el Ganges, el Saraswati, el Yamuna, el Godavari, l'Indus, el Kaveri i el Narmada.

## Galeria d'imatges

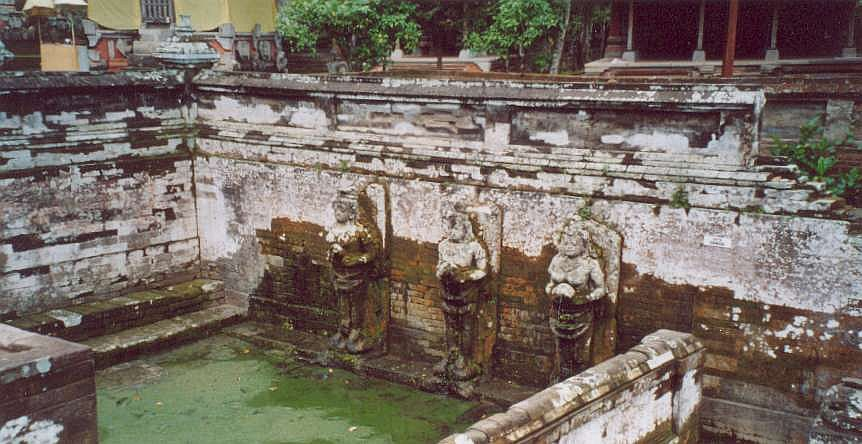
Temple dels Banys sagrats
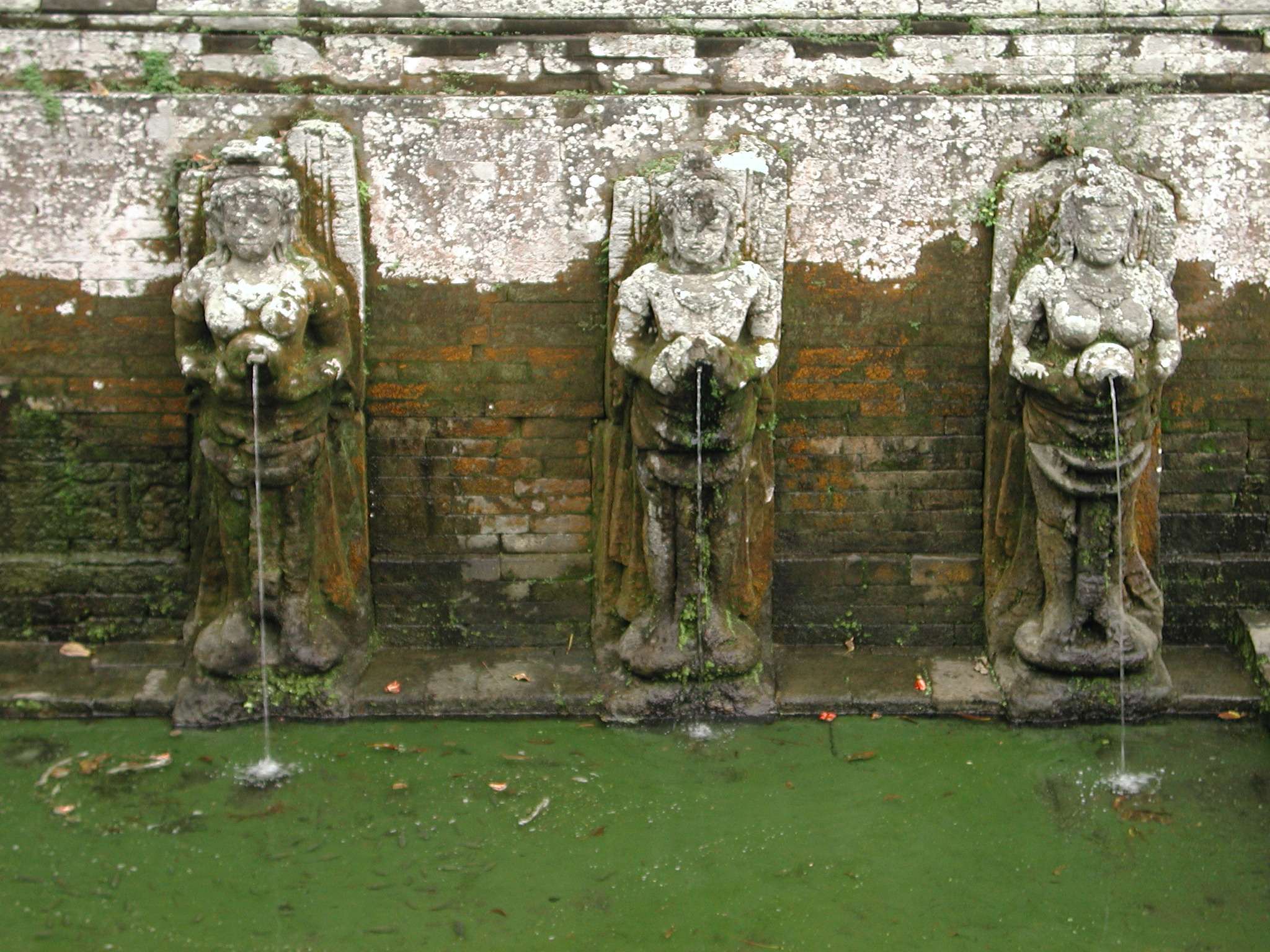
Fonts estàtues del temple que representen les Apsara
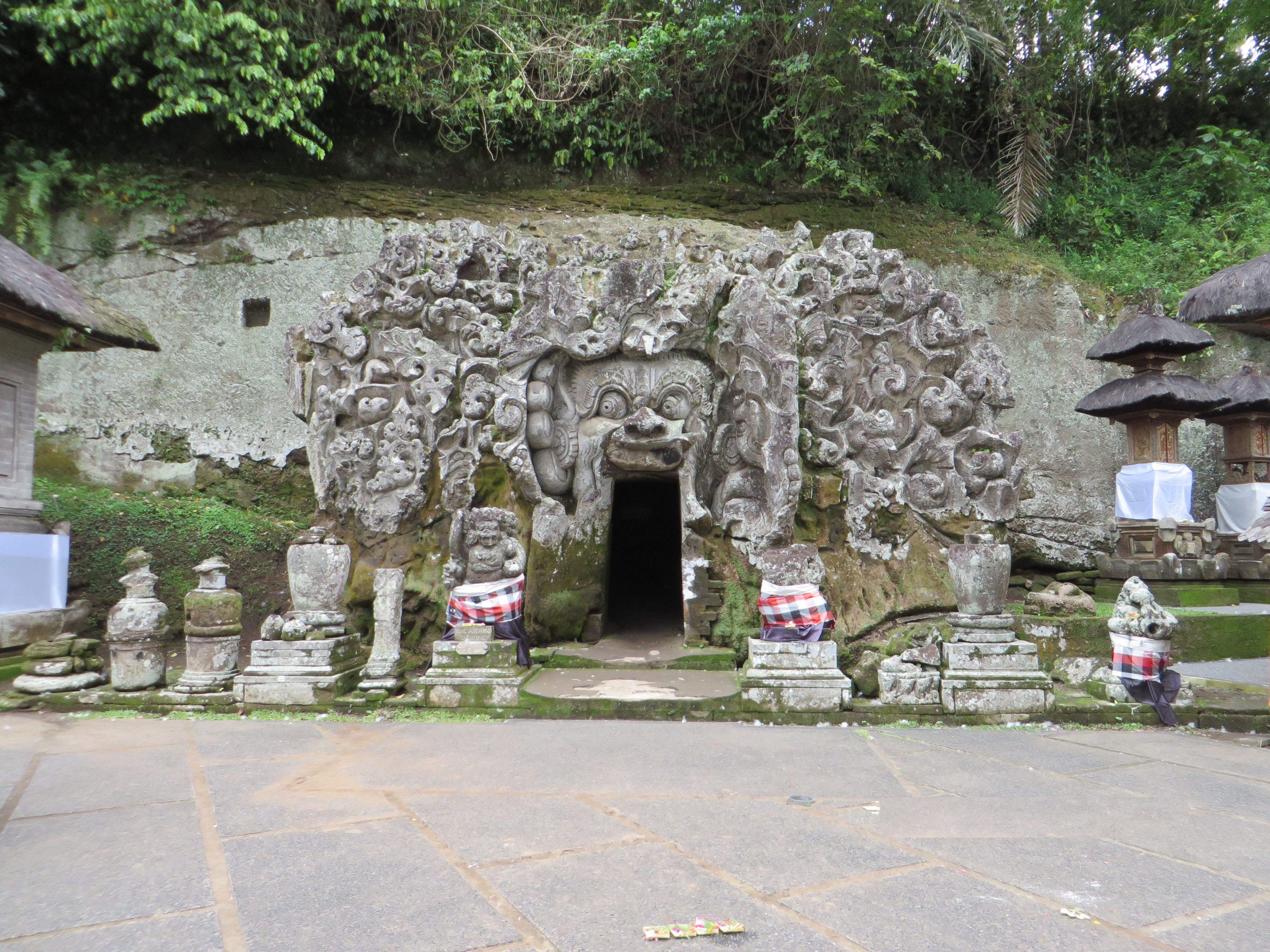
Entrada a la Cova de l'Elefant
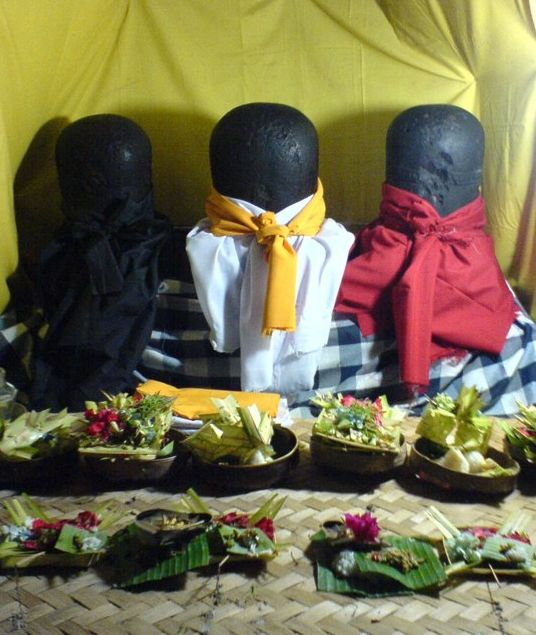
Els tres lingams de Goa Gajah
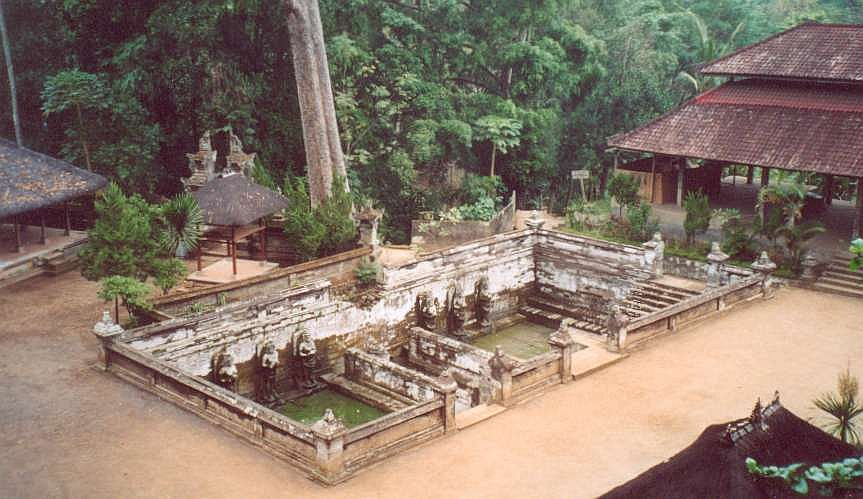
Vista dels banys